# Campeonato de Oceanía de Taekwondo de 2019
El V Campeonato de Oceanía de Taekwondo se celebró en Apia (Samoa) en 2019 bajo la organización de la Unión de Taekwondo de Oceanía.
En total se disputaron en este deporte dieciséis pruebas diferentes, ocho masculinas y ocho femeninas.

## Resultados

### Masculino
| Evento | Oro                              | Plata                           | Bronce                                                           |
| ------ | -------------------------------- | ------------------------------- | ---------------------------------------------------------------- |
| –54 kg | Tristan Jet Fernandez Australia  | Cole Krech-Watene Nueva Zelanda | Bobby Willie Papúa Nueva Guinea Thomas Beauville Nueva Caledonia |
| –58 kg | Safwan Khalil Australia          | Bailey Malcolm Lewis Australia  | Tetaake Namai Kiribati Finn Olsen-Hennessy Nueva Zelanda         |
| –63 kg | Damon Cavey Australia            | Steven Tommy Papúa Nueva Guinea | Paul Raki · Samoa · Henrick Henry · Islas Salomón                |
| –68 kg | Thomas Afonczenko Australia      | Yosafe Zakoulouta Australia     | Dorian Mejri Nueva Caledonia Bruce Jonathan Vanuatu              |
| –74 kg | Leon Sejranovic Australia        | Tyrone Staben Australia         | Kitione Lewgor Fiyi Alex Rider Nueva Zelanda                     |
| –80 kg | Arash Mozhdeh Jouybari Australia | Jack Marton Australia           | Sakiusa Tuva Fiyi Maxwell Watene Nueva Zelanda                   |
| –87 kg | Nathan Young Australia           | Petros Karavasilis Australia    | Moala Takelo Tonga Josefa Otterberch Fiyi                        |
| +87 kg | Manu Huaatua Polinesia Francesa  | Kaino Thomsen-Fuataga Samoa     | Tekiteki Ngahe Tonga Alan Salek Australia                        |

### Femenino
| Evento | Oro                          | Plata                             | Bronce                                                               |
| ------ | ---------------------------- | --------------------------------- | -------------------------------------------------------------------- |
| –46 kg | Serena Stevens Australia     | Rosemary Tona Papúa Nueva Guinea  | Shandrea Nuala · Islas Salomón                                       |
| –49 kg | Saffron Tambyrajah Australia | Tamzin Christoffel Australia      | Anegha Narayan Fiyi                                                  |
| –53 kg | Yasmina Hibic Australia      | Lindsay Gavin Nueva Caledonia     | Raakaba Mangee Kiribati Theresa Magele Samoa                         |
| –57 kg | Carmen Marton Australia      | Molly Park Australia              | Janet Kevo · Islas Salomón · Lile Loumoli · Tonga                    |
| –62 kg | Jessica Borg Australia       | Rebecca Murray Australia          | Taumaia Mavaeao Samoa Victoria Arsapin Nueva Zelanda                 |
| –67 kg | Emily Stellino Australia     | Ruth Hock Australia               | Mackenzie Vellenoweth Nueva Zelanda Katarzyna Bartnikowska Australia |
| –73 kg | Chelsea Hobday Australia     | Kate McAdam Australia             | —                                                                    |
| +73 kg | Reba Stewart Australia       | Rebecca Taylor Shaw Nueva Zelanda | —                                                                    |

## Medallero
| Núm. | País               | Oro | Plata | Bronce | Total |
| ---- | ------------------ | --- | ----- | ------ | ----- |
| 1    | Australia          | 15  | 10    | 2      | 27    |
| 2    | Polinesia Francesa | 1   | 0     | 0      | 1     |
| 3    | Nueva Zelanda      | 0   | 2     | 5      | 7     |
| 4    | Papúa Nueva Guinea | 0   | 2     | 1      | 3     |
| 5    | Samoa              | 0   | 1     | 3      | 4     |
| 6    | Nueva Caledonia    | 0   | 1     | 2      | 3     |
| 7    | Fiyi               | 0   | 0     | 4      | 4     |
| 8    | Islas Salomón      | 0   | 0     | 3      | 3     |
| 8    | Tonga              | 0   | 0     | 3      | 3     |
| 10   | Kiribati           | 0   | 0     | 2      | 2     |
| 11   | Vanuatu            | 0   | 0     | 1      | 1     |
|      | TOTAL              | 16  | 16    | 26     | 58    |